# 職務給
職務給（しょくむきゅう）は、従事する仕事の内容や職務の価値で決定する賃金である。その職務は職務記述書（ジョブディスクリプション）に記載される。
欧米で広く採り入れられており、日本における属人的な「職能給」「年齢給」とは対をなす賃金制度である。
職務ごとに、その価値、難易度などによって賃金があらかじめ決まっており、労働者はより条件の良い職位を求めて昇格あるいは転職する。「職能給」や「年齢給」とは異なり説明性、客観性が高いのが特徴である。
EU諸国では指令により、同一職務における時間当たりの賃金が、企業規模や雇用形態（フルタイム、パートタイム、派遣など）を問わず、産業横断的に統一されている。これがすなわち同一労働同一賃金の原則である。